# アーヴィング・タルバーグ
アーヴィング・タルバーグ（Irving Grant Thalberg、1899年5月30日 ブルックリン - 1936年9月14日 サンタモニカ）は、映画史の初期に活躍したアメリカ合衆国の映画プロデューサーである。アーヴィング・サルバーグ、アーヴィング・ソールバーグとも表記。「天才少年 The Boy Wonder」の名をほしいままにし、その若さ、および適正な脚本を選定し、適正な俳優を選択し、最高の製作スタッフを集め、きわめて収益率の高い映画を製作するといった特異な能力を発揮した。

## 来歴・人物
1899年5月30日、アメリカのニューヨーク市ブルックリンで東欧ユダヤ人移民の両親のもとに生まれた。心臓が弱く、生涯を通じてほかの病気でも悩まされた。高校卒業後、ユニヴァーサル・ピクチャーズニューヨーク支社に採用され、ユニヴァーサル・スタジオ社の伝説の撮影所創業者カール・レムリの個人秘書として働いた。タルバーグは聡明で持続力があり、21歳までに同社のカリフォルニア州の生産拠点であるユニヴァーサル・シティの製作部門担当重役となった。
映画『愚かなる妻』（1922年）の尺長をめぐるエリッヒ・フォン・シュトロハイム監督との闘争に粘り勝ちし、『ノートルダムの傴僂男』（ウォーレス・ワースリー監督、1923年）の製作におけるすべての側面をコントロールした。1924年、ユニヴァーサル社を去り、ルイス・B・メイヤー・プロダクションズ社に移籍し、その後またたく間にメトロ・ピクチャーズ社との合併をはかり、同社はメトロ・ゴールドウィン・メイヤー社（MGM）となった。
タルバーグは「単位生産管理計画 unit production management scheme」の創設者としても知られる。このスキームによって、ハリウッドの映画製作は以前よりも増して決定的に「単位 unit」に分けられ、プロデューサーや監督のなかにある一本の映画作品へのクリエイティヴな支配を拡大した。
キング・ヴィダー監督の『ビッグ・パレード』（1925年）は、MGM社におけるタルバーグの最初の大勝利作品であった。1932年までに、深刻な心筋梗塞に苦しみながら、同撮影所の重要な作品の製作を統括し、観客の反応を測るスニーク・プレヴューを推進するとともにプリプロダクションの基礎を注意深く固めた。
メトロ社に入社したとき、のちの1927年に結婚することになる女優ノーマ・シアラーと交際していた。タルバーグは専業主婦となることをノーマに望んだが、ノーマ自身は、よりよい役をもらうことに固執し、MGMが誇る1930年代最大のスターになっていった。夫妻は2児をもうけ、ひとりはアーヴィング・タルバーグ・ジュニア（1930年 - 1988年）、もうひとりはキャサリン・タルバーグ（1935年 - 2006年）である。
タルバーグの権力と成功に憤慨していたルイス・B・メイヤーは、病気を理由に、タルバーグをデヴィッド・O・セルズニック、ウォルター・ウェンジャーに交代させた。1933年にタルバーグが職場に復帰したが、撮影所の単位プロデューサーのひとりとしてであった。
この冷遇にもかかわらず、MGM社における、もっとも評判が高い冒険作の開発を支援した。『グランド・ホテル』（監督エドマンド・グールディング、1932年）、『戦艦バウンティ号の叛乱』（監督フランク・ロイド、1935年）、『支那海』（監督テイ・ガーネット、1935年）、マルクス兄弟の『オペラは踊る』（監督サム・ウッド、1935年）、『桑港(サンフランシスコ)』（監督W・S・ヴァン・ダイク二世、1936年）、『ロミオとジュリエット』（監督ジョージ・キューカー、1936年）などである。

### その死
1936年9月14日、カリフォルニア州サンタモニカで、肺炎によって生涯を閉じた。37歳没。
『マルクス一番乗り』（監督サム・ウッド、1937年）と『マリー・アントアネットの生涯』（監督W・S・ヴァン・ダイク二世、1938年）のプリプロダクションに従事している最中の死であった。

### 遺産
タルバーグの名は、実はスクリーン上には2本の映画でしか観ることはできなかった。遺作である『大地』（監督シドニー・フランクリン、1937年）に、
アーヴィング・グラント・タルバーグの思い出に（To the Memory of Irving Grant Thalberg）
その最後のもっとも偉大な業績（his last greatest achievement）
わたしたちはこの作品を捧げます（we dedicate this picture）
とクレジットされているのがひとつ。もうひとつの献辞は、『チップス先生さようなら』（監督サム・ウッド、1939年）のオープニング・クレジットに現れる。同作は、タルバーグが手掛けたが観ることのできなかった作品である。
タルバーグは、存命中、いかなる作品にも名を記載することを拒絶した。そしてこのように言ったと引用される。「自分自身に与えるクレジット（信用）なんて、なんの価値もないよ」。
カルヴァー・シティ（現ソニー・ピクチャーズ・スタジオ）の古いMGMスタジオに建てられた、数百万ドルかけた新管理棟は、死の2年後にタルバーグの名を冠した。
映画芸術科学アカデミーが贈る「アービング・G・タルバーグ賞」はタルバーグの名を冠したものである。
小説家F・スコット・フィッツジェラルドの遺作『ラスト・タイクーン』の主人公モンロー・スターは、タルバーグがモデルである。エリア・カザン監督による1976年の映画版では、ロバート・デ・ニーロがその役を演じた。映画『千の顔を持つ男』（監督ジョセフ・ペヴニー、1957年）ではロバート・エヴァンスがタルバーグをモデルとした役を演じた。未亡人のシアラーもこのキャスティングに賛成した。エヴァンスはのちに『チャイナタウン』（監督ロマン・ポランスキー、1974年）、『ゴッドファーザー』（監督フランシス・フォード・コッポラ、1937年）といった映画のプロデューサーになった。
カリフォルニア州グレンデールにあるフォレスト・ローン・メモリアル・パーク大霊廟のなか、個人的な大理石の墓標の下に、その妻ノーマ・シアラー・アルージェの傍に眠る。タルバーグの霊室にはシアラーによってこう刻まれている。「わたしの永遠のスイートハート My Sweetheart Forever」。
ジャン＝リュック・ゴダール監督の『ゴダールの映画史』の一篇『1A すべての歴史』（1988年 - 1998年）で、ゴダールは、タルバーグをハワード・ヒューズとともに大きく扱い、とくに1年における製作本数の膨大さに注目した。

## フィルモグラフィ

### 1920年代
1921年 - 1925年
- 名声 Reputation　1921年　監督スチュアート・ペイトン
- 可愛い悪魔 The Dangerous Little Demon　1922年　監督クラレンス・G・バッジャー
- 狼の心 The Trap　1922年　監督ロバート・ソーンビー
- 愚かなる妻 Foolish Wives　1922年　監督エリッヒ・フォン・シュトロハイム
- メリー・ゴー・ラウンド Merry-Go-Round　1923年　監督エリッヒ・フォン・シュトロハイム
- ノートルダムの傴僂男 The Hunchback of Notre Dame　1923年　監督ウォーレス・ワースリー
- 男子凱旋 His Hour　1924年　監督キング・ヴィダー
- 殴られる彼奴 He Who Gets Slapped　1924年　監督ヴィクトル・シェストレム
- グリード Greed　1924年　監督エリッヒ・フォン・シュトロハイム
- 三人 The Unholy Three　1925年　監督トッド・ブラウニング
- メリー・ウイドー The Merry Widow　1925年　監督エリッヒ・フォン・シュトロハイム
- 故郷の土 The Tower of Lies　1925年　監督ヴィクトル・シェストレム
- ビッグ・パレード The Big Parade　1925年　監督キング・ヴィダー
- ベン・ハー Ben-Hur: A Tale of the Christ　1925年　監督フレッド・ニブロ、リーヴス・イースン

1926年 - 1927年
- イバニエスの激流 Torrent　1926年　監督モンタ・ベル
- ラ・ボエーム La Boheme　1926年　監督キング・ヴィダー
- 大学のブラウン Brown of Harvard　1926年　監督ジャック・コンウェイ
- マンダレイへの道 The Road to Mandalay　1926年　監督トッド・ブラウニング
- 明眸罪あり The Temptress　1926年　監督フレッド・ニブロ
- ヴァレンシア Valencia　1926年　監督ディミトリ・ブコウスキー
- 肉体と悪魔 Flesh and the Devil　1926年　監督クラレンス・ブラウン
- 密輸入者の恋 Twelve Miles Out　1927年　監督ジャック・コンウェイ
- 思ひ出 The Student Prince in Old Heidelberg　1927年　監督エルンスト・ルビッチ
- 真夜中のロンドン London After Midnight　1927年（日本未公開）　監督トッド・ブラウニング

1928年 - 1929年
- 群衆 The Crowd　1928年　監督キング・ヴィダー
- Laugh, Clown, Laugh　1928年（日本未公開）　監督ハーバート・ブレノン
- 南海の白影 White Shadows in the South Seas　1928年　監督W・S・ヴァン・ダイク二世（W・S・ヴァン・ダイク名義）
- 活動役者 Show People　1928年　監督キング・ヴィダー
- ザンジバーの西 West of Zanzibar　1928年　監督トッド・ブラウニング
- ブロードウェイ・メロディー The Broadway Melody　1929年　監督ハリー・ボーモント　※MGMミュージカル第一作、第2回アカデミー賞アカデミー作品賞受賞
- The Trial of Mary Dugan　1929年（日本未公開）　監督ベイヤード・ヴェイラー
- Voice of the City　1929年（日本未公開）　監督ウィラード・マック
- 獣人タイガ Where East Is East　1929年　監督トッド・ブラウニング
- The Last of Mrs. Cheyney　1929年（日本未公開）　監督シドニー・フランクリン
- ハリウッド・レヴィユー The Hollywood Revue of 1929　1929年　監督チャールズ・リースナー
- ハレルヤ Hallelujah　1929年　監督キング・ヴィダー
- His Glorious Night　1929年（日本未公開）　監督ライオネル・バリモア
- 接吻 The Kiss　1929年　監督ジャック・フェデー

### 1930年代
1930年
- アンナ・クリスティ Anna Christie　監督クラレンス・ブラウン
- 生ける屍 Redemption　監督フレッド・ニブロ、ライオネル・バリモア
- 結婚双紙　The Divorcee　監督ロバート・Z・レナード
- 悪漢の唄 The Rogue Song　監督ライオネル・バリモア
- ビッグ・ハウス The Big House　監督ジョージ・ウィリアム・ヒル
- 三人 The Unholy Three　監督ジャック・コンウェイ
- 陽気なママさん Let Us Be Gay　監督ロバート・Z・レナード
- ビリー・ザ・キッド Billy the Kid　監督キング・ヴィダー
- 海行かば Way for a Sailor　監督サム・ウッド
- 忘れじの面影 A Lady's Morals　監督シドニー・A・フランクリン

1931年
- インスピレーション Inspiration　監督クラレンス・ブラウン
- トレイダ・ホーンTrader Horn　監督W・S・ヴァン・ダイク二世（W・S・ヴァン・ダイク名義）
- 秘密の6 The Secret Six　監督ジョージ・ウィリアム・ヒル
- ジャスト・ア・ジゴロ Just a Gigolo　監督ジャック・コンウェイ
- 自由の魂 A Free Soul　監督クラレンス・ブラウン
- Menschen hinter Gittern（日本未公開）　監督パウル・フェヨス （『ビッグ・ハウス』ドイツ語版）
- マデロンの悲劇 The Sin of Madelon Claudet　監督エドガー・セルウィン
- 近衛兵 The Guardsman　監督シドニー・A・フランクリン
- チャンプThe Champ　監督キング・ヴィダー
- 蜃気楼の女 Possessed　監督クラレンス・ブラウン
- 夫婦戦線 Private Lives　監督シドニー・A・フランクリン
- マタ・ハリ Mata Hari　監督ジョージ・フィッツモーリス

1932年
- フリークス Freaks　監督トッド・ブラウニング
- 類猿人ターザン Tarzan the Ape Man　監督W・S・ヴァン・ダイク二世
- グランド・ホテル Grand Hotel　監督エドマンド・グールディング
- 令嬢殺人事件 Letty Lynton　監督クラレンス・ブラウン
- お気に召す儘 As You Desire Me　監督ジョージ・フィッツモーリス
- Red-Headed Woman（日本未公開）　監督ジャック・コンウェイ
- 永遠に微笑む Smilin' Through　監督シドニー・A・フランクリン
- 紅塵 Red Dust　監督ヴィクター・フレミング
- 『怪僧ラスプーチン』 Rasputin and the Empress　監督リチャード・ボレスラウスキー
- 奇妙な幕間狂言 Strange Interlude　監督ロバート・Z・レナード、原作ユージン・オニール

1933年 - 1938年
- 酔いどれ船 Tugboat Annie　1933年　監督マーヴィン・ルロイ
- 爆弾の頬紅 Bombshell　1933年　監督ヴィクター・フレミング
- エスキモー Eskimo/Mala the Magnificent　1933年　監督W・S・ヴァン・ダイク二世
- 台風 Riptide　1934年　監督エドマンド・グールディング
- 白い蘭 The Barretts of Wimpole Street　1934年　監督シドニー・A・フランクリン
- メリイ・ウイドウ The Merry Widow　1934年　監督エルンスト・ルビッチ
- What Every Woman Knows（日本未公開）　1934年　監督グレゴリー・ラ・カヴァ　※『女の知る事』（1921年）のリメイク
- Biography of a Bachelor Girl（日本未公開）　1935年　監督エドワード・H・グリフィス
- 男子牽制 No More Ladies　1935年　監督エドワード・H・グリフィス、ジョージ・キューカー
- 支那海 China Seas　1935年　監督テイ・ガーネット
- 戦艦バウンティ号の叛乱（南海征服） Mutiny on the Bounty　1935年　監督フランク・ロイド
- オペラは踊る A Night at the Opera　1935年　監督サム・ウッド
- 港に異常なし Riffraff　1936年　監督J・ウォルター・ルーベン
- ロミオとジュリエット Romeo and Juliet　1936年　監督ジョージ・キューカー
- 椿姫 Camille　1936年　監督ジョージ・キューカー
- 君若き頃 Maytime　1937年　監督ロバート・Z・レナード
- マルクス一番乗り A Day at the Races　1937年　監督サム・ウッド
- 踊る不夜城 Broadway Melody of 1938　1937年　監督ロイ・デル・ルース
- 大地 The Good Earth　1937年　監督シドニー・A・フランクリン、原作パール・バック
- マリー・アントアネットの生涯 Marie Antoinette　1938年　監督W・S・ヴァン・ダイク二世
- チップス先生さようなら Goodbye, Mr. Chips　1939年　監督サム・ウッド　※遺作

## 伝記
- Thalberg: Life and Legend、Bob Thomas著、1969年
- Thalberg: The Last Tycoon and the World of M-G-M、Roland Flamini著、1994年
- Mayer and Thalberg: The Make-believe Saints、Samuel Marx著、1975年
- Irving Thalberg's MGM、Mark Vieira著、2008年

## 関連事項
- ルイス・B・メイヤー・プロダクションズ（Louis B. Mayer Procuctions）
- メトロ・ピクチャーズ（Metro Pictures）
- ルイス・B・メイヤー（Louis B. Mayer）
- アーヴィング・タルバーグ・ジュニア（Irving Thalberg, Jr.）
- ウォルター・ウェンジャー（Walter Wanger）
- カルヴァー・シティ（Culver City, California）
- ソニー・ピクチャーズ・スタジオ（Sony Pictures Studios、ソニー・ピクチャーズ エンタテインメント）
- フォレスト・ローン・メモリアル・パーク (グレンデール)（Forest Lawn Memorial Park, Glendale）

## 註
1. ↑  “I. G. Thalberg Dies, Film Producer, 37. 'Boy Wonder' of Hollywood Was Called Most Brilliant Figure in His Field. REGARDED AS PACEMAKER. Made Succession of Hits and Had Developed Many Stars. Husband of Norma Shearer.”. New York Times. (September 15, 1936, Tuesday)
2. ↑  “IRVING G. THALBERG MEMORIAL AWARD”. oscars.org.   AMPAS. 2022年7月7日閲覧。